# Powiat witebski (I Rzeczpospolita)

Powiat witebski na tle Wielkiego Księstwa Litewskiego I Rzeczypospolitej

Powiat witebski – jednostka terytorialna  województwa witebskiego Wielkiego Księstwa Litewskiego od 1508 roku i Rzeczypospolitej Obojga Narodów z centrum w Witebsku.
Utworzony w końcu XIV wieku.